# Stropharia agaricoides
Stropharia agaricoides é uma espécie de fungo da família Strophariaceae. É um representante do gênero Stropharia. S. agricoides é encontrado em florestas com araucárias no sul do Brasil.